# Zébé Marao
Zébé Marao (ou Marao) est une localité du Cameroun située dans la commune de Yagoua, le département du Mayo-Danay et la Région de l'Extrême-Nord, à la frontière avec le Tchad.

## Population
Lors du recensement de 2005, on y a dénombré 927 personnes.

## Galerie

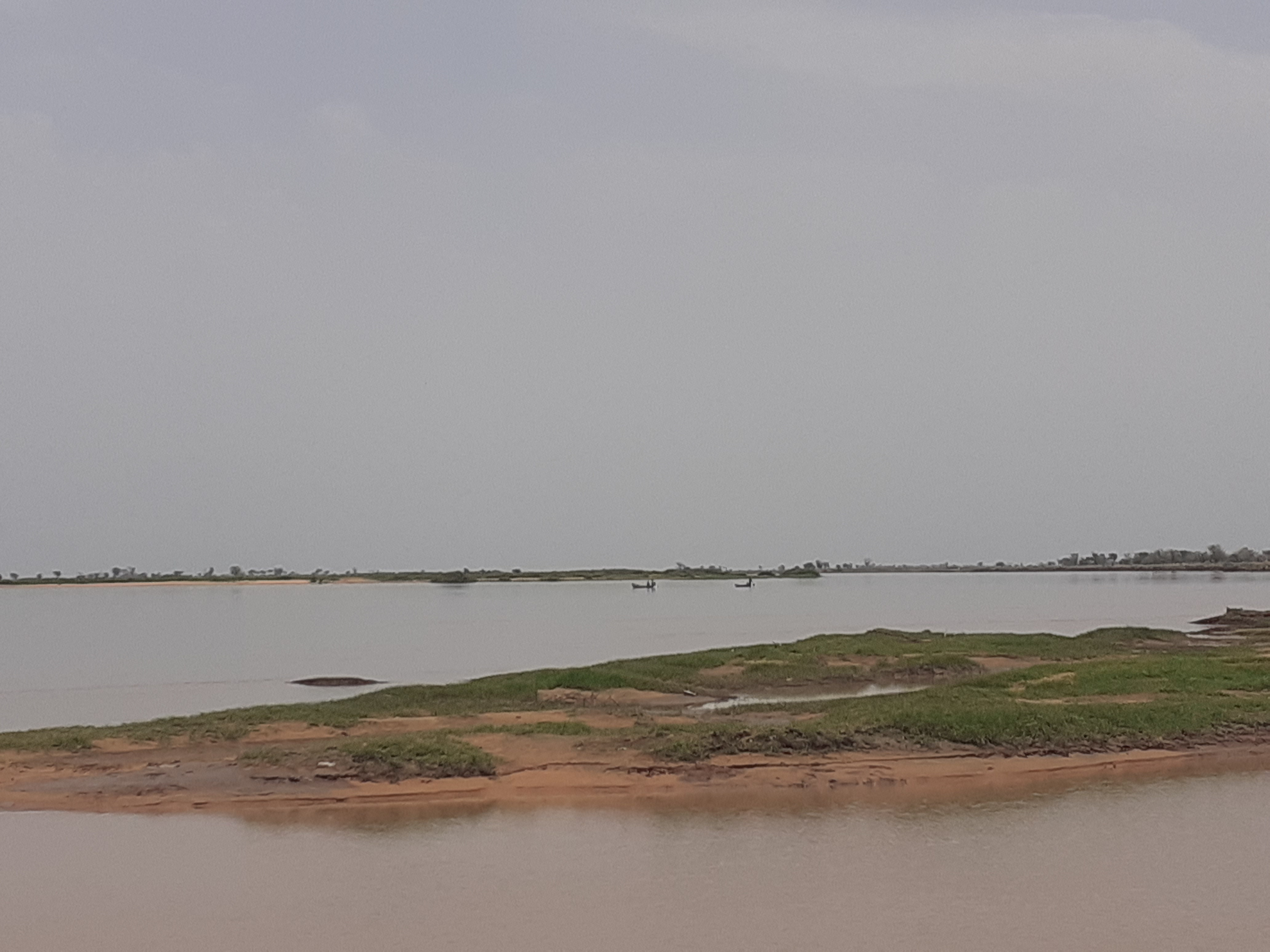
Berge d'hippopotames à Zébé Marao Cameroun
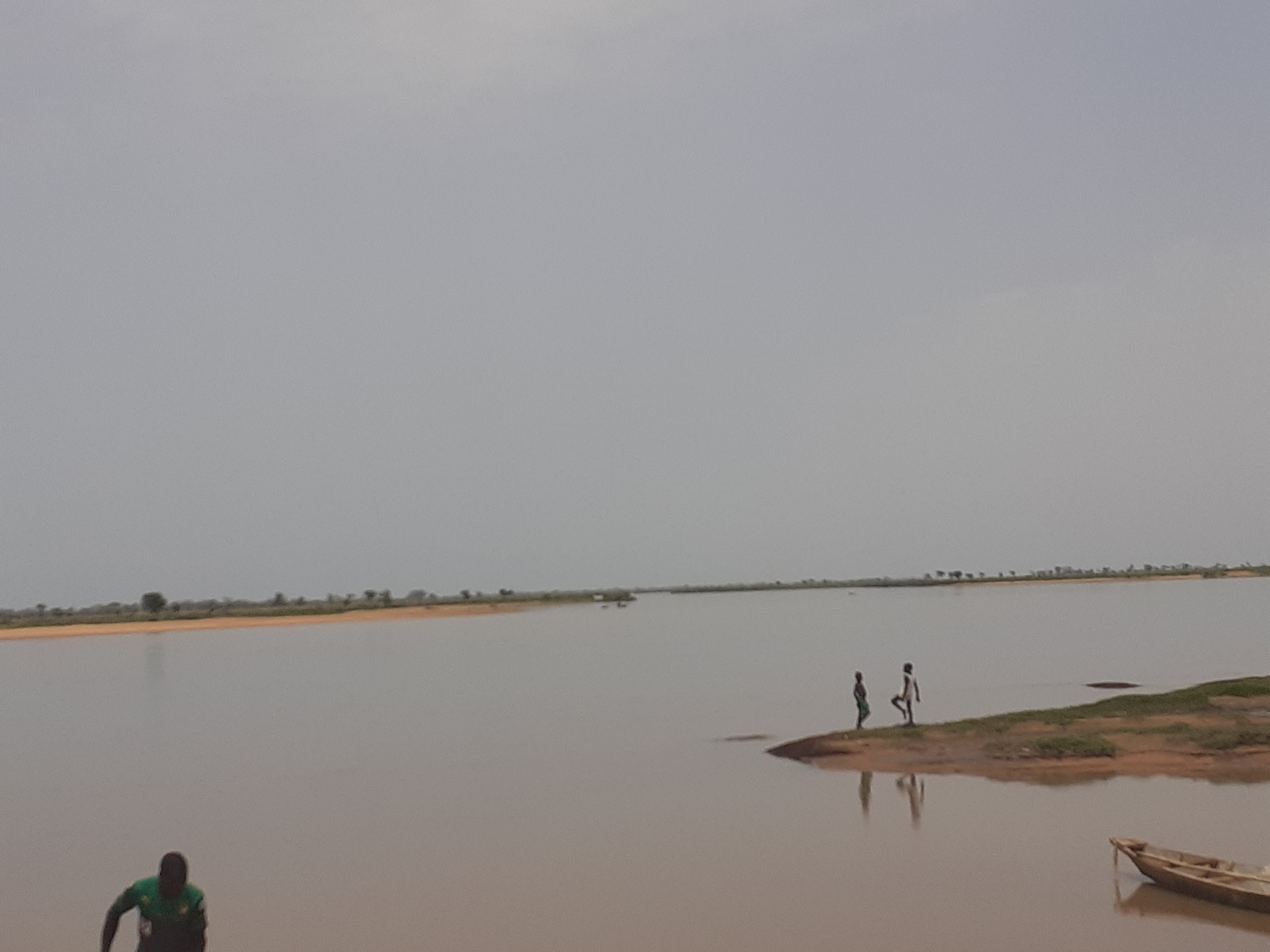
Pêcheurs à Zébé Marao Cameroun
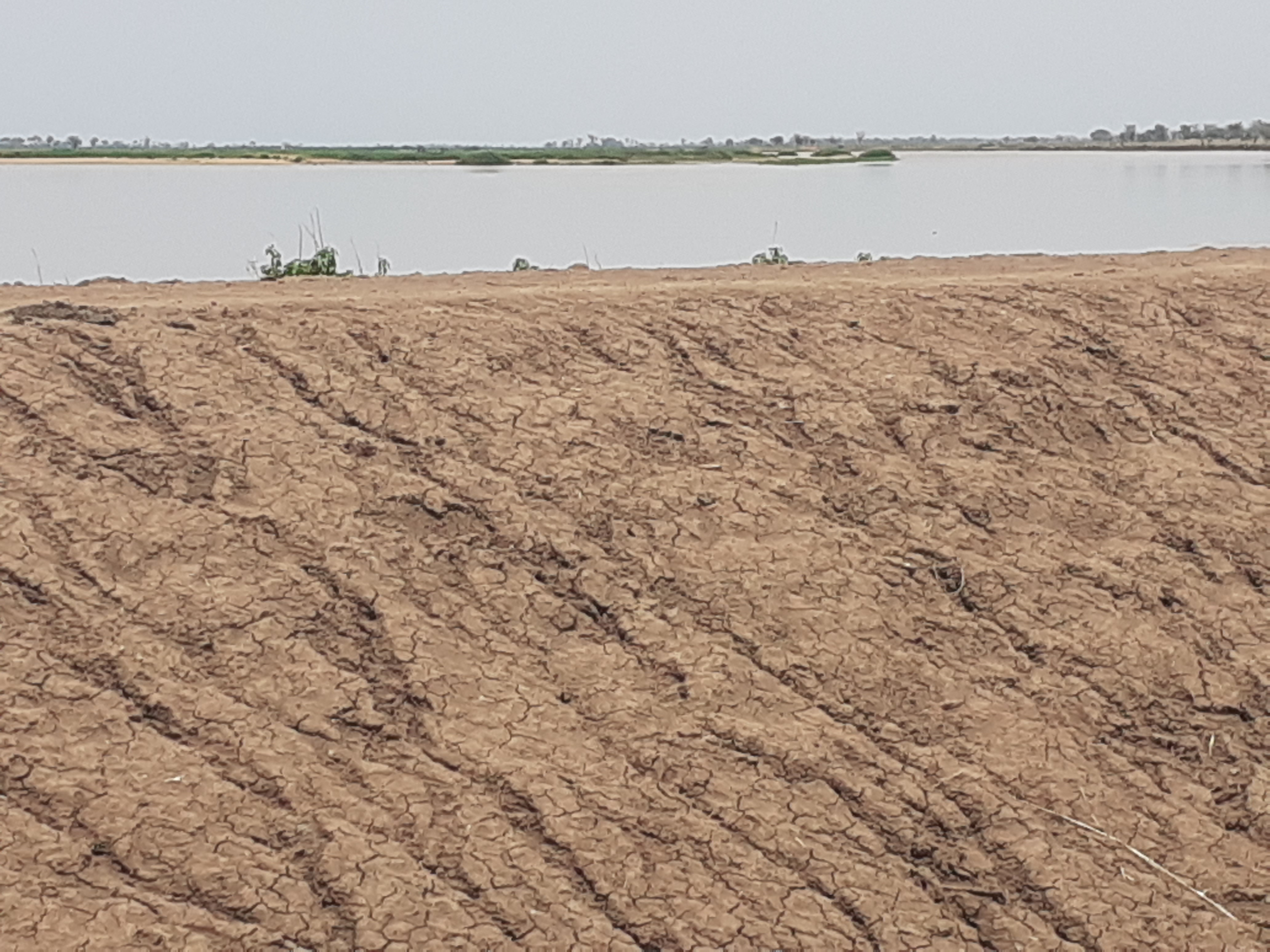
Digue de Zébé Marao Cameroun
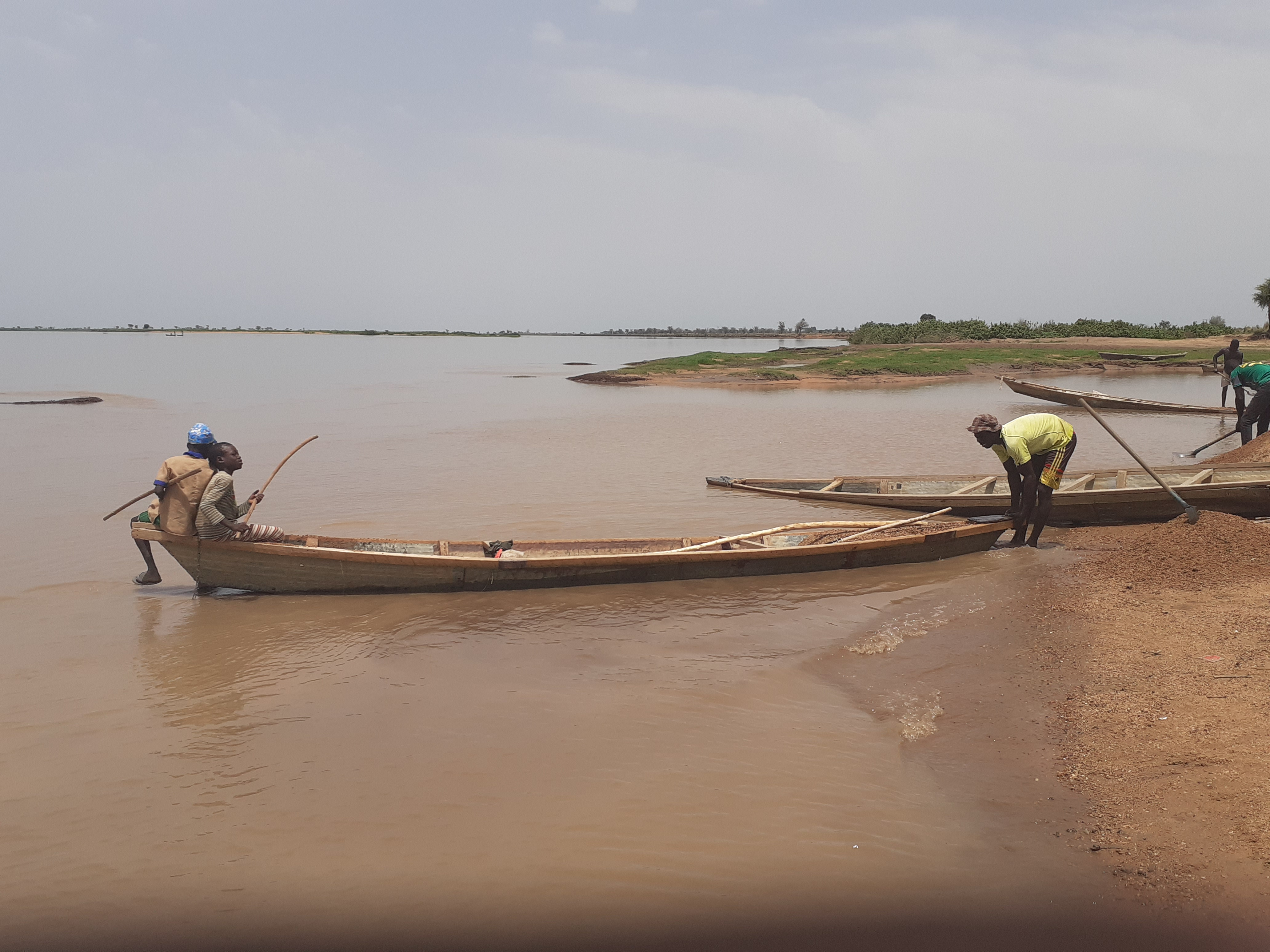
Départ d'une pirogue sur la rive de Zébé Marao
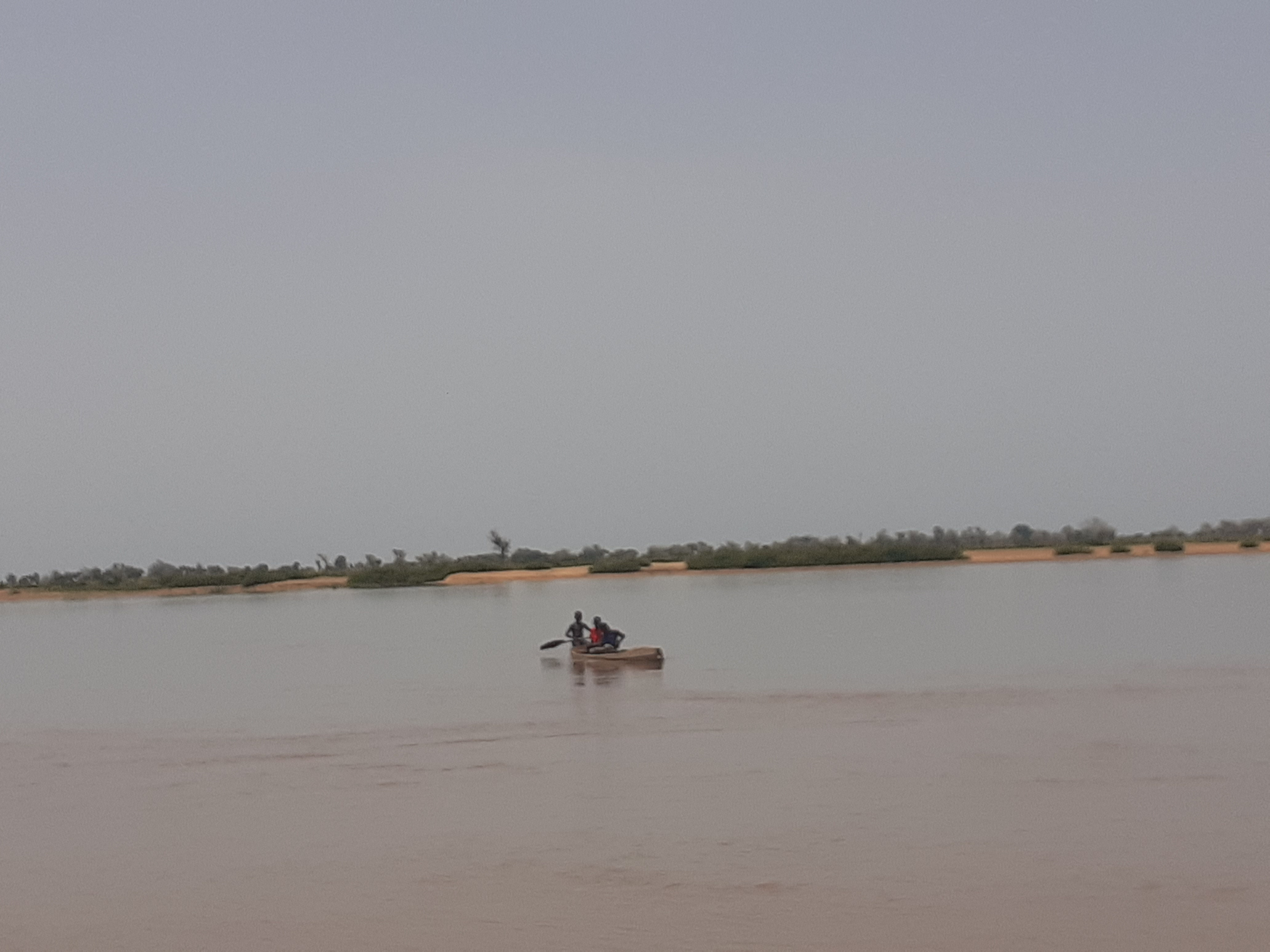
Pirogue vers la rive opposée
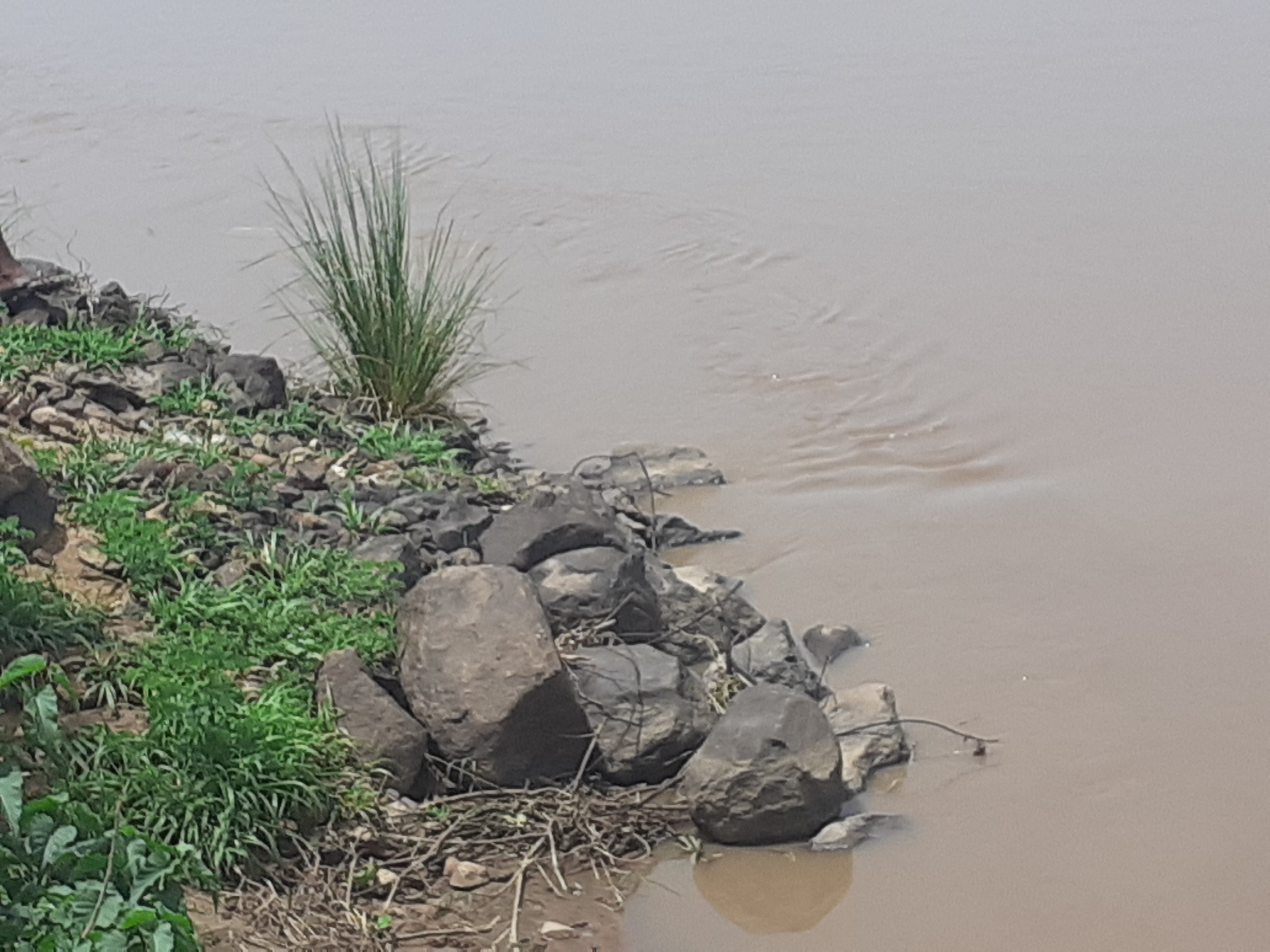
Bloc de pierres sur la rive
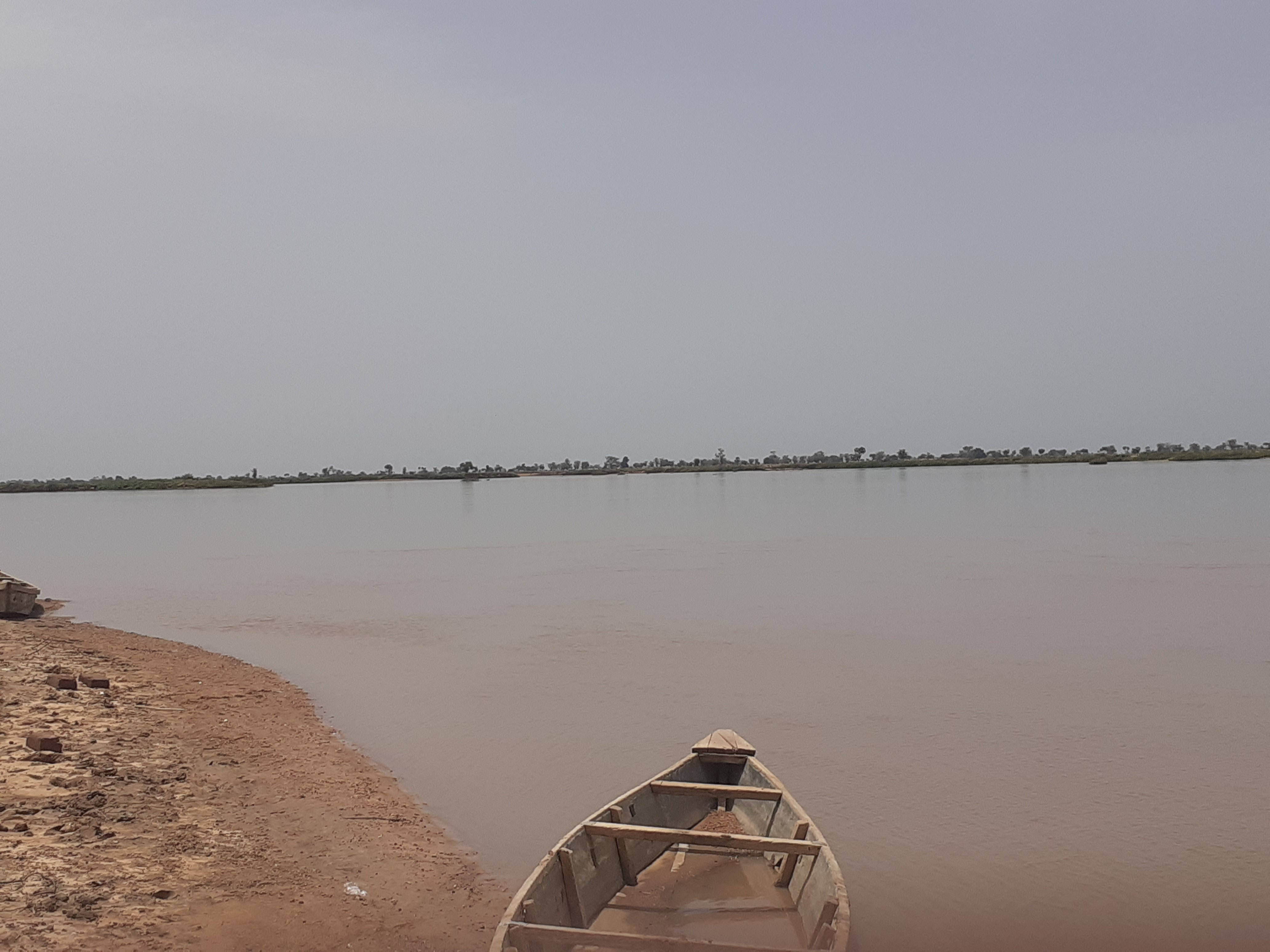
Pirogue sur la berge du Logone
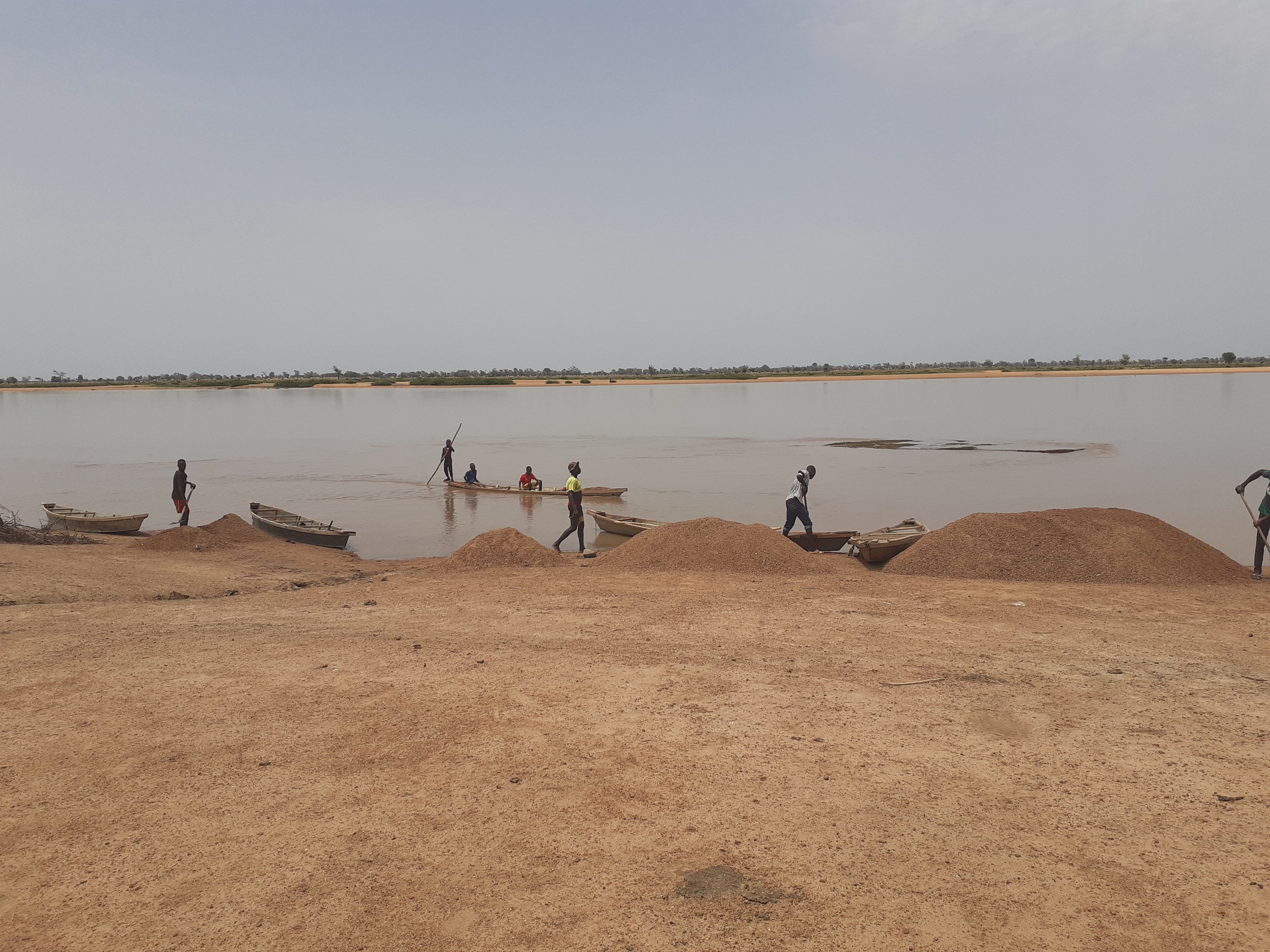
Carrière de sable du Logone